# Vaccí de síntesi
Una vacuna sintètica és una vacuna que consisteix principalment en pèptids sintètics, hidrats de carboni o antígens. Se sol considerar que són més segures que les vacunes de cultius bacterians. La creació sintètica de vacunes té la capacitat d’augmentar la velocitat de producció. Això és especialment important en cas de pandèmia.

## Història
La primera vacuna sintètica del món va ser creada el 1982 a partir de la toxina diftèrica per Louis Chedid de l'Institut Pasteur i Michael Sela de l'Institut Weizmann.
El 1986, Manuel Elkin Patarroyo va crear l'SPf66, la primera versió d'una vacuna sintètica contra la malària.
Durant el brot d'H1N1 el 2009, les vacunes només es van aconseguir en grans quantitats després del pic de les infeccions humanes. Aquesta va ser una experiència d’aprenentatge per a les empreses vacunadores. Novartis Vaccine and Diagnostics, entre altres empreses, va desenvolupar un enfocament sintètic que genera molt ràpidament virus de la vacuna a partir de dades de seqüències per poder administrar les vacunacions al començament del brot de pandèmia. Philip Dormatizer, líder de la investigació sobre vacunes víriques a Novartis, diu que "han desenvolupat una manera de sintetitzar químicament els genomes del virus i fer-los créixer en cèl·lules de cultiu de teixits".
Les dades de la fase I d'UB-311, una vacuna de pèptids sintètics dirigits al beta amiloide, van mostrar que el fàrmac era capaç de generar anticossos contra oligòmers i fibrilles beta amiloides específics en pacients amb malaltia d'Alzheimer. Els resultats de l’assaig de la fase II s’esperen a la segona meitat del 2018.